# 东兰劳动小学旧址
东兰劳动小学旧址，位于中国广西壮族自治区东兰县东兰镇虎头街62号，为一个省级文物保护单位，类型为近现代重要史迹及代表性建筑，为第六批广西壮族自治区文物保护单位，公布时间为2009年5月4日。
东兰劳动小学旧址的历史年代为近代。